# Icosapent éthyl

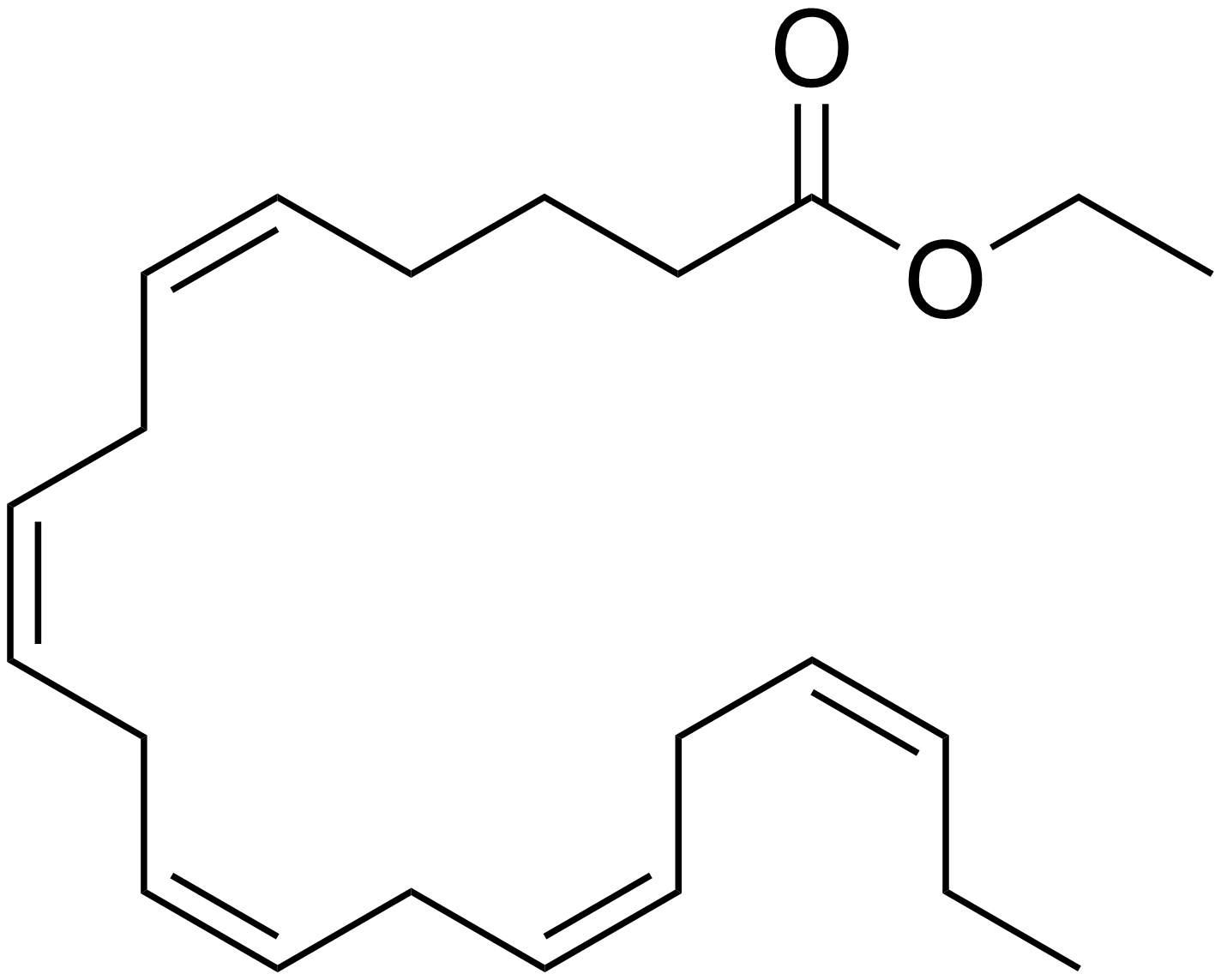
Structure chimique de l’icosapent éthyl.

L'icosapent éthyl (ou éthyle) est un éthyle d'un acide gras insaturé, l'acide eicosapentaénoïque. Il est en cours de développement comme médicament hypolipémiant.

## Mode d'action
Il permet la réduction du taux de triglycérides sanguin.

## Efficacité
Chez les patients à haut risque de  maladie cardiovasculaire et ayant une hypertriglycéridémie, l'association de l'icosapent éthyl à une statine permet la réduction du risque de survenue d'une complication cardiovasculaire ainsi que de la mortalité cardiovasculaire. Il permet de diminuer la nécessité d'une revascularisation coronaire (pontage ou angioplastie).
Il permet une régression de l'athérome coronarien.